# Feira livre
A palavra feira teve origem na palavra em latim feria, que significa "dia santo ou feriado” e a palavra freguês, usada para tratamento dos consumidores de feira livre, originou-se também do latim filiu ecclesiae que significa “filhos da igreja”. Assim, no início, as pessoas ou fiéis aproveitavam as festas religiosas para se reunirem e para trocarem mercadorias.
Na feira livre há aqueles que observam, pechincham e procuram algo específico, bem como há aqueles que  criam laços de afetividade, próximos da amizade que rompe a relação comerciante-freguês, o que sustenta em grande parte a tradição de ir a feira toda semana, comer pastel e tomar caldo de cana, além da variedade e qualidade dos produtos ali encontrados. Todos nós temos uma história de identidade e lembrança de uma feira, seja no âmbito alimentar ou simples lazer.

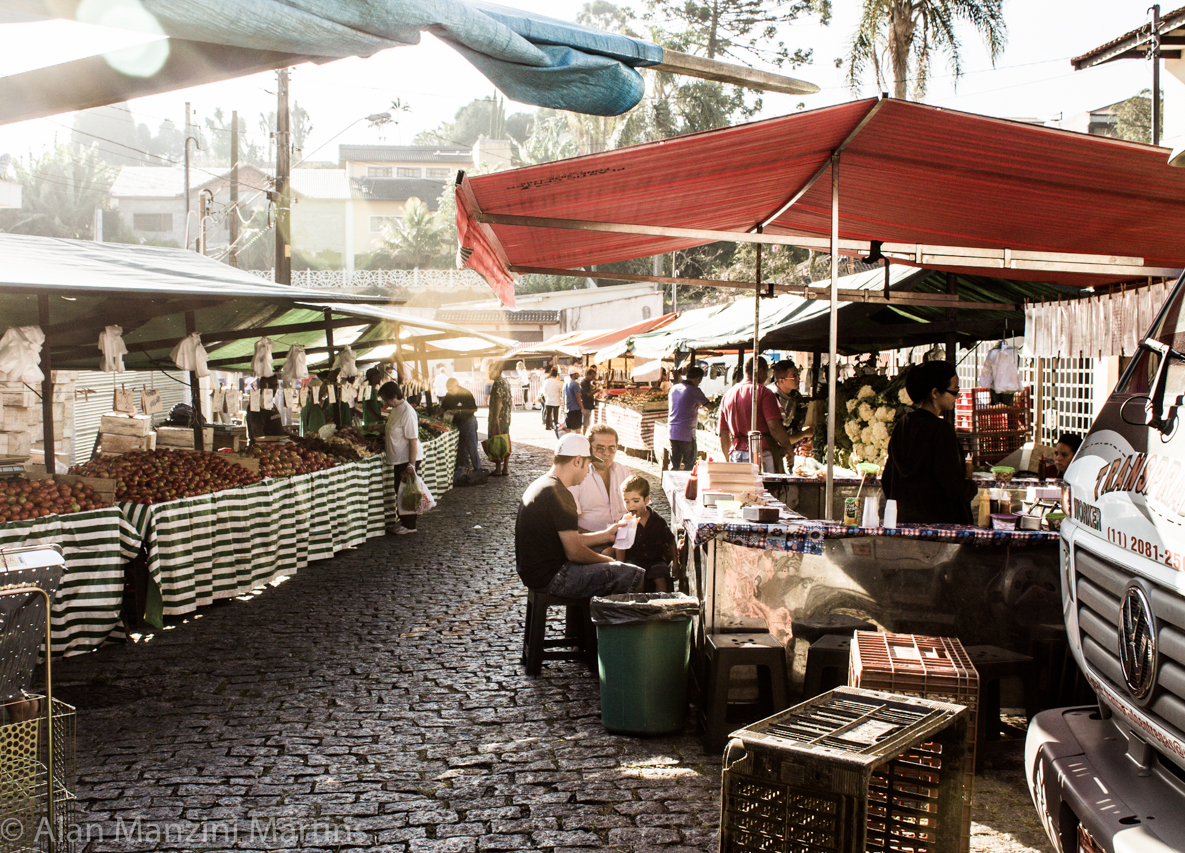
Feira Livre

## Breve histórico
Na antiguidade as feiras tinham o objetivo de promover trocas de mercadorias entre as pessoas de diferentes lugares e com diferentes itens. Com a queda do feudalismo e o surgimento do capitalismo, esse modo de comércio ganhou força e importância econômica. Inicialmente foram impulsionadas pelas Cruzadas, uma vez que naquela época as atividades comerciais deveriam atender as necessidades dos viajantes e com o tempo, as necessidades foram aumentando e se diversificando, bem como a população foi crescendo e as feiras, então, passaram a ter importância social, promovendo a comunicação e interação dos povos.
Com a expansão marítima (Séc. XV e XVI), a tradição das feiras foi levada para as colônias, no Brasil trazidas por imigrantes europeus,  tendo papel fundamental no desenvolvimento das cidades, não somente como um meio de aquisição de produtos, mas também local de encontro,  de confraternização, onde pessoas de uma mesma comunidade e de comunidades vizinhas se encontravam, desempenhando assim um assim papel importante na interação social e intercâmbio cultural.
Não há provas acerca da criação da primeira feira no Brasil, mas há registros de regimentos escritos por D. João III em 1548 e D. Afonso em 1677, ordenando a criação de feiras semanais na colônia para trocas entre os portugueses e nativos.
Partindo do princípio que os mesmos já estavam acostumados a reunir seus artigos em troca na praia para a posterior negociação, estas feiras acabaram por não se realizar, as feiras ordenadas por D. João III não ocorriam e por conta disso, não realizaram feiras na colônia durante um bom tempo, e a partir do Séc. XVII, as feiras de gado trazido da zona rural, intensificaram-se e naquela época, no Brasil, havia dois tipos de feiras. A feira de Mercado - como eram conhecidas as feiras livres - aos sábados, abasteciam a população, enquanto que a Feira Franca - feira de gado - ocorria duas vezes ao ano, destinada a comercialização de bens regionais, atraindo compradores e vendedores de diversas regiões (TREVISAN, 2008). Já no final do Séc. XIX, as feiras livres estavam instaladas nas ruas, oferecendo itens básicos de alimentação aos habitantes de suas comunidades.

## Características da feira Livre
A feira livre é uma manifestação da cultura urbana brasileira que se mantém apesar do crescente avanço do desenvolvimento do comércio, pois cada vez mais o consumidor tem acesso a hipermercados e sacolões, inclusive as compras virtuais (internet), com todo conforto e comodidade que inclui o horário flexível e até mesmo facilidades de pagamento, mesmo assim, a feira livre se mantém viva, tanto nas pequenas como nas grandes cidades, em todos os bairros, seja na periferia ou em bairros nobres.

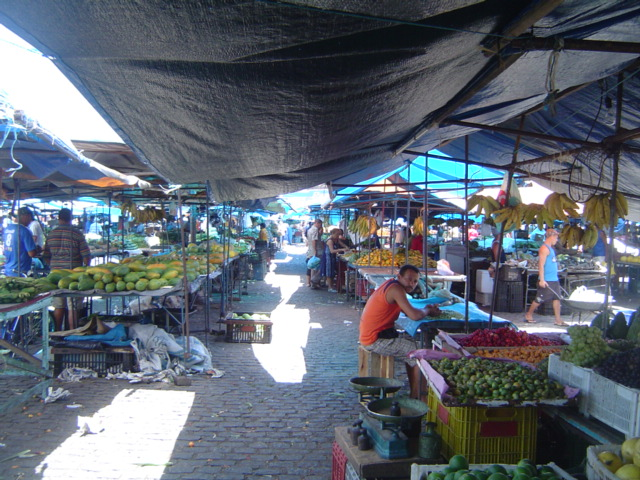
Feira Livre de Casa Amarela em Recife

A feira livre tem caráter diversificado, onde circulam pessoas de todos os tipos, sejam vendedores, compradores ou simples transeuntes, surgindo não apenas o comércio de frutas, legumes, verduras ou outros itens alimentícios, surgindo ainda ambulantes, transportadores, comércio e prestação de serviços de outros itens que visam atender diversas demandas. É ainda um dos poucos espaços existentes onde há contato direto com a comunidade.
Há também a característica democrática, já que encontram-se todos os tipos de comerciantes nas feiras, desde o grande feirante, distribuidor de alimentos, como pequenos produtores que veem nas feiras livres única forma de distribuir seus produtos, bem como as pessoas que a frequentam, já que a feira é acessível e frequentada por pessoas de diferentes origens, independente de classe econômica ou social. Cabe a cada município legislar sobre feiras livres.
As feiras livres, além dos aspectos culturais de sua tradição, com suas inúmeras características exclusivas, tem fundamental importância inclusive para o abastecimento de comunidades carentes, já que  estão localizadas em diversos bairros dos municípios, sejam eles de baixa renda ou não, ressaltando-se a importância econômica da feira.
Entende-se que a longo prazo, motivados pela rotina efervescente do “mundo moderno”, onde as pessoas cada vez mais exigem conforto, dinamismo e qualidade, torna-se evidente que a feira livre realmente sofre ameaça dos grandes supermercados, porém pode-se tratar de um simples princípio da economia - livre concorrência. Uma vez que a feira livre tem um público fiel, além das vantagens econômicas, ou seja, a diversidade de produtos oferecidos, qualidade e preço.
As feiras livres ainda possuem seus encantos, visto que ainda sobreviveram mesmo após o surgimento dos supermercados, enquanto que algumas demonstram-se enfraquecidas, outras permanecem fortes e com movimento indicativo de autossuficiência econômica, inclusive tornando-se evento turístico, voltando a reforçar a importância sociocultural da feira livre no Brasil.
A feira livre pode se transformar, adequar-se aos novos tempos, devendo manter sua tradição e prestígio de sua identidade, preservando assim sua tradição popular urbana, mantendo ainda viva a necessidade da relação humana, a importância social de seus aspectos como uma manifestação da cultura brasileira e sua diversidade, que deve de alguma forma ser preservada.
Desta forma, o que faz as feiras livres, enquanto fenômeno cultural tradicional, sobreviverem ao tempo e às investidas da modernidade é justamente a relação humana existente nesse ramo comercial, evidenciando a necessidade do brasileiro em manter e procurar manter uma relação intimista, que cada vez mais, nos “ tempos modernos”, são suprimidas e tão necessárias: “Você quer segurança? Abra mão de sua liberdade, ou pelo menos de boa parte dela. Você quer poder confiar? Não confie em  ninguém de fora da comunidade. Você quer entendimento mútuo? Não fale com estranhos, nem fale línguas estrangeiras. Você quer essa sensação aconchegante de lar? Ponha alarmes em sua porta e câmeras de tevê no acesso. Você quer proteção? Não acolha estranhos e abstenha-se de agir de modo esquisito ou de ter pensamentos bizarros. Você quer aconchego? Não chegue perto da janela, e jamais a abra. O nó da questão é que se você seguir este conselho e mantiver as janelas fechadas, o ambiente logo ficará abafado e, no limite, opressivo“ (BAUMAN, 2003).
O acesso a grandes comércios da atualidade ameaçam a existência das feiras livres, no que concerne a também necessidade de dinamismo e exigência de conforto para gerações mais novas, de forma que as feiras livres sofrem ameaça dos grandes comércios, contudo ainda é forte em sua tradição e defendida por aqueles envolvidos em sua relação, além de sempre haver a necessidade humana em resgatar e preservar suas memórias, isto é, tradição cultural é muito mais que tentar preservar antigas manifestações culturais, somos capazes de criar o novo sem negar o passado, “(...) como forma de sobrevivência a milhares de famílias de baixa renda, a feira livre vem persistindo, resistindo ao processo acentuado de negação da rua, do espaço público de pouco acesso, que vem marcando a urbanização brasileira nas últimas décadas. Trata-se não apenas de garantir aos pobres uma forma de geração de emprego e renda, ou de oferecer ao consumidor urbano uma alternativa a mais para aquisição de uma gama de produtos. Trata-se de preservar a rua como lugar de encontro. De preservar uma tradição popular urbana. Uma questão de cidadania.” (DOLZANI, 2008).

## A feira livre como ponto turístico

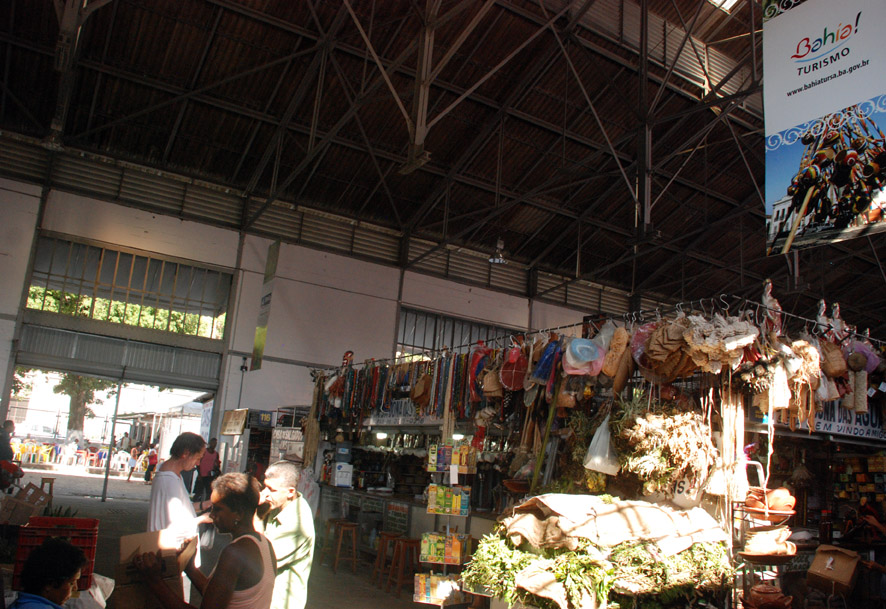
Feira de São Joaquim - na parte interna da Feira.

Reconhecidamente patrimônio da cultura, a visita a diversas feiras no Brasil tornaram-se quase que obrigatórias.
A feira do Pacaembu em São Paulo, por exemplo, localizada na Pça. Charles Muller, de frente ao Estádio de Futebol “Paulo Machado de Carvalho”, é extremamente tradicional e recebe visitantes de toda a região e de modo geral atrai pessoas de outras localidades. Uma feira com algumas peculiaridades, tais como, espaço, inúmeras vagas de estacionamento, é uma feira reconhecida como “silenciosa”, onde não há a gritaria típica de uma feira livre, bem como na Feira do Pacaembu, não há “xepa”. Famosos, inclusive recebendo prêmios, os pastéis daquela feira são de degustação “obrigatória” aos frequentadores e visitantes, principalmente os das barracas “Pastel da Maria” e “Barraca do Zé”, além do caldo de cana e água de coco.
A feira de Arapiraca, segundo a história, tem origem em meados de 1884, tratando-se de uma expressão da cultura genuinamente nordestina, sendo a manifestação cultural mais antiga e mais importante daquela região, comercializa comidas típicas e variadas, além de um forte comércio de mercadorias. Estando ela em um ponto estratégico da cidade, também é turisticamente forte.
Em Curitiba, as feiras são tradicionais desde o Séc. XIX, sendo a que ocorre no bairro Rebouças, aos Domingos, uma das mais famosas de toda aquela região.
Outras feiras brasileiras, são pontos  de visitação turística pela importância histórica e cultural de suas localidades, tais como: Feira de São Cristovão-RJ, Feira de Caruaru-PE, Feira da Epatur (Porto Alegre-RS), Feira de São Joaquim (Salvador-BA), o que evidencia o patrimônio da cultura, histórica e social que a feira livre tem no Brasil.
Em Campo Grande MS, as diversas feiras livres proporcionam a geração de emprego e renda a mais 4.000 pessoas diretamente, assim como cerca de 10.000 empregos indiretos em seus diversos seguimentos.[carece de fontes?]

## Perfil dos Fregueses
O fator econômico das feiras livres é levado em consideração pelo consumidor, já que os preços dos produtos são menores, a qualidade e variedade é bem maior que os encontrados nos supermercados ou sacolões, destacando o poder de negociação, conseguir pechinchar, discutir diretamente com o feirante o preço, ressaltando que em função da concorrência, as negociações são sempre frutíferas.
O fator social que também é evidente nas feiras livres, a possibilidade de interação das pessoas, os encontros entre conhecidos da vizinhança e até mesmo as novas relações que podem se formar. O tratamento que o freguês recebe do feirante é considerado único, típico e indispensável nas feiras, onde os indivíduos se tratam pelo primeiro nome ou apelido, o freguês é convidado a experimentar o produto - como forma de garantir sua qualidade, evidenciando outro fator de cunho cultural evidente nas feiras que é a credibilidade e fidelidade entre os indivíduos envolvidos em tal relação.

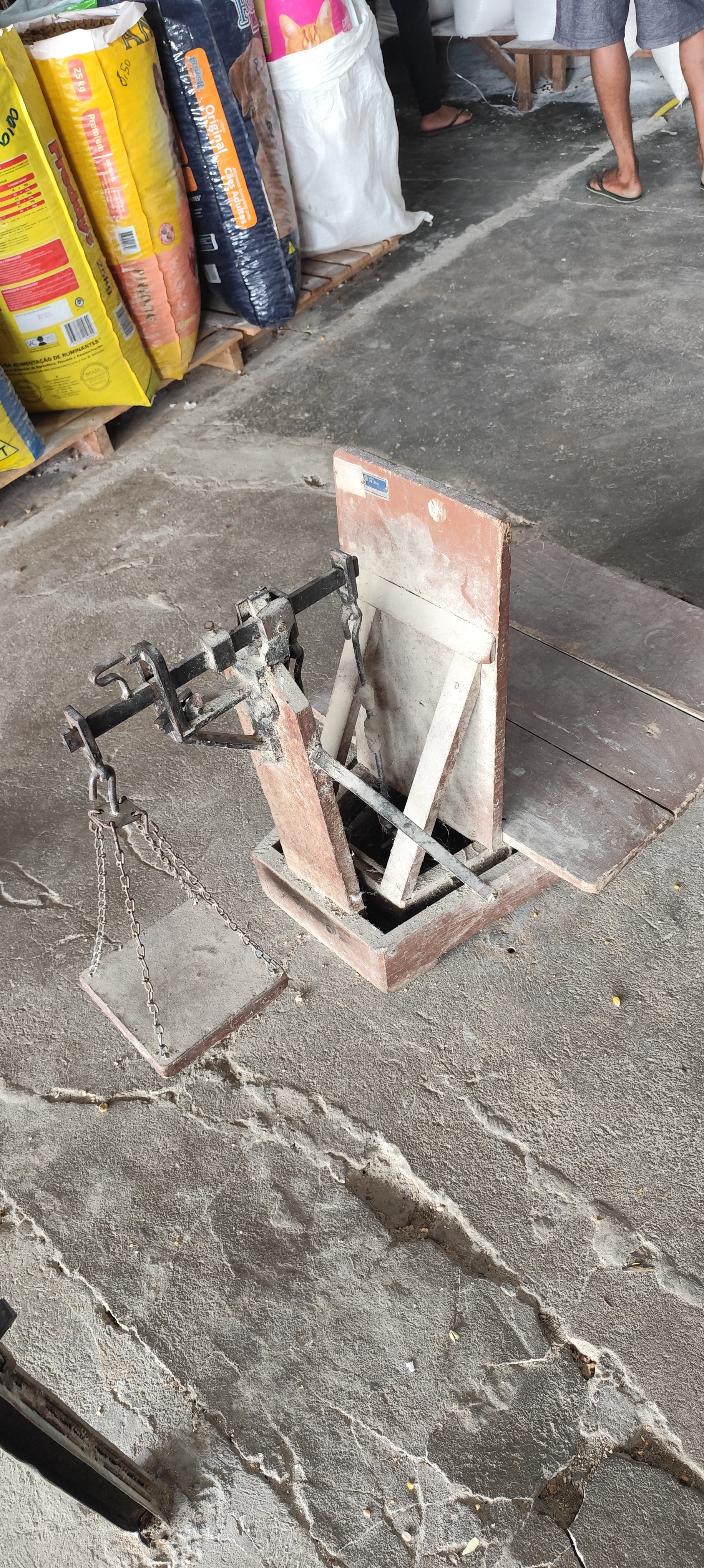
Balança para pesagem de mercadoria em atacado - Feira livre de Jacobina/BA

Os conceitos de pesos e medidas utilizados tradicionalmente nas feiras, como a rejeição de produtos sendo comercializados “por quilo”, enquanto que expressões como “pacote”, “bacia” e “dúzia” são comuns, contudo retomando ao poder de negociação e tratamento pessoal, muitas vezes fraternal, faz com que uma dúzia vire 15.  Menciona-se também o “clima de feira”, desenhado como sendo o fato de caminhar pela rua, muitas vezes em temperaturas elevadas, carregando sacolas pesadas, carrinhos de feira e a gritaria peculiar dos feirantes, tudo isso tem importância social e cultural, já que poderia ser facilmente mudado, mas a tradição já determinou que sem esses aspectos a feira não seria feira, daí sim, não resistiria ao tempo.
Mesmo quem não frequenta feiras, retratam na lembrança as principais qualidades das feiras, reconhecendo nela uma tradição cultural que ainda persiste nos tempos atuais. Dentre aqueles que não frequentam as feiras, a motivação é um retrato da mudança de comportamento social da vida moderna, onde as pessoas não buscam ou não possuem grande necessidade de interação, temos atualmente um tendencia ao comportamento mais retraído das novas gerações, onde as investidas e brincadeiras tão conhecidas tradicionais das feiras, incomodam e muitas vezes são consideradas desrespeitosas. Essas pessoas preferem o conforto impessoal à “muvuca” e buscam ainda o imediatismo disponível nos grandes mercados.

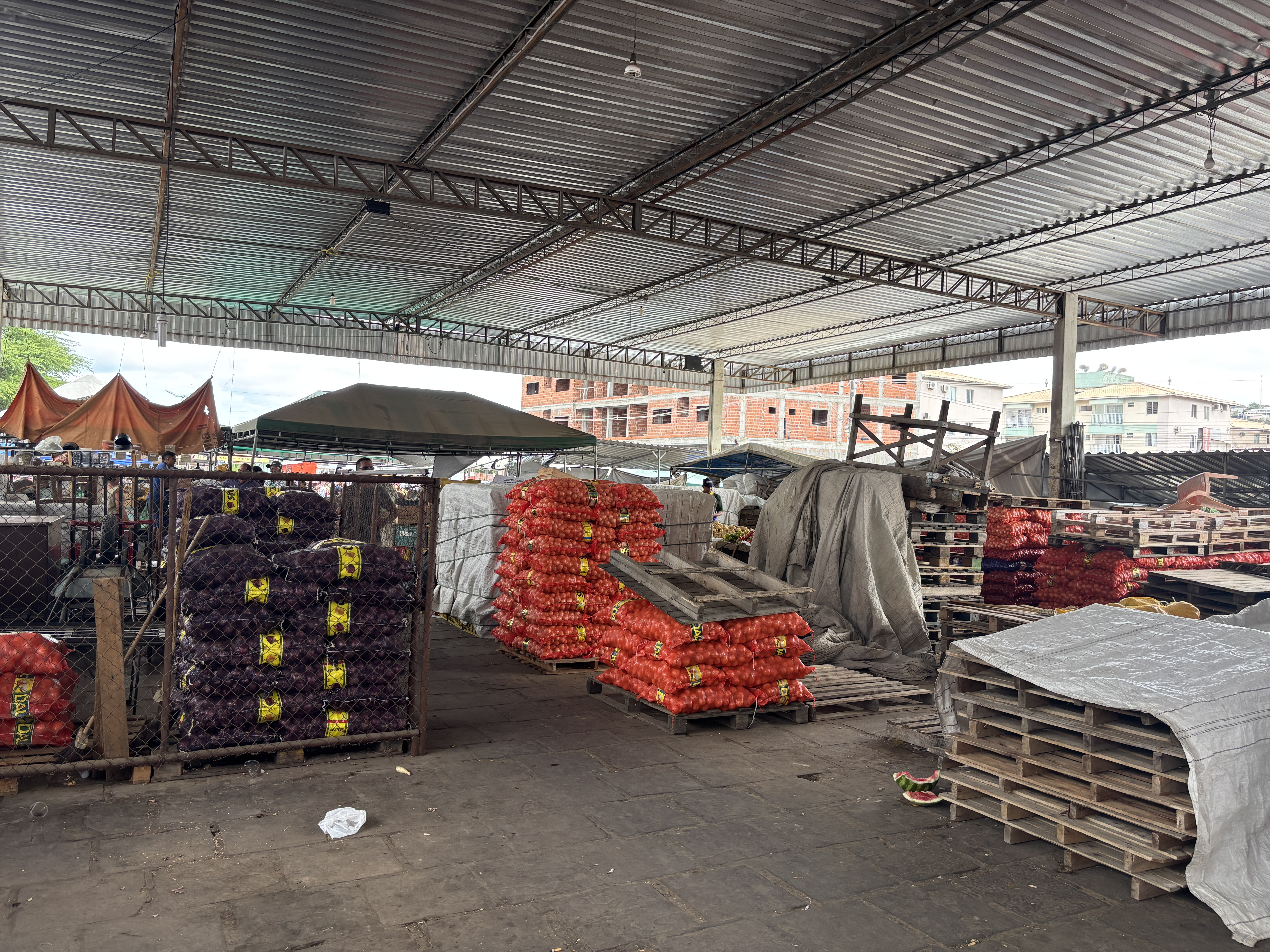
Galpão de atacado da feira livre - Jacobina/BA

## Perfil dos feirantes
O feirante é um trabalhador itinerante, possui um trabalho árduo e pesado, com uma rotina que se inicia bem cedo, ainda no início da madrugada, com as compras dos produtos a serem comercializados naquele dia. Alguns vão ao mercado-distribuidor todos os dias, outros fazem compras permanecendo abastecido por dois dias.
Como o horário de funcionamento das feiras começa por volta das 07:00 horas, antes disso, os feirantes administram todo o trabalho de montagem das barracas e exposição de seus produtos. Deve-se ainda atentar-se quanto ao barulho, visando não causar transtornos para moradores, até que efetivamente os fregueses começam a circular, barulhos que consistem nos chamamentos e “gritaria”, no intuito de chamar atenção do freguês, que intensifica-se a medida que o horário de funcionamento da feira vai chegando ao fim, com o objetivo de não restar-lhe mercadoria.
Os feirantes são comerciantes subordinados às prefeituras, havendo a obrigatoriedade de uma licença, a qual é adquirida através de concurso, divulgado em edital, onde os aspirantes disputam as vagas existentes para barracas previamente determinadas de acordo com o produto a ser comercializado. Essa licença poderá ser suspensa, uma vez que diversas condições e normas devem ser respeitadas, as quais são previstas em lei, porém os feirantes ainda tem a liberdade de se organizarem entre si e ficam livres para abusar da criatividade no intuito de convencer o freguês a adquirir o seu produto.
O fator econômico motiva a insistência desse tipo de comércio, uma vez que os fregueses usam dinheiro em espécie em sua maioria, de forma a haver circulação imediata de capital, o que favorece o feirante, o qual disponibiliza outros meios de pagamento, porém a tradição ainda se mantém predominante no que tange esse tipo de transação comercial.

## A feira livre e a modernidade
De acordo com Miriam C.S Dolzani (2008), a feira livre representa uma experiência peculiar de sociabilidade e de uso da rua, que há décadas vem sofrendo acusações de obsolescência devido ao modernismo, o aumento do número de automóveis nas ruas e das novas formas de varejo, como vendas pela internet, o surgimento de grandes supermercados e hortifruti. Como consequência, a feira livre sofreu mudanças e um certo declínio que, porém, não a fez desaparecer como lugar público, de rua, de encontro e sociabilidade. Nesse sentido, preservar a feira livre é preservar um espaço de cultura tradicional popular e urbana, uma questão de cidadania.
Ainda segundo Dolzani (2008) as feiras livres destoam na paisagem moderna das cidades, mas mesmo assim resistem nessa paisagem contemporânea, pode-se dizer, por dois motivos: por um lado há os que precisam sobreviver materialmente (feirantes) e por outro lado há aqueles que zelam pela sobrevivência sociocultural. Por isso a autora diz que a feira livre é como uma filha rebelde da modernidade que insiste em desafiá-la.
Marina Morelli (2011) diz que as feiras se apropriaram do espaço público e trazem uma movimentação atraente para ruas e praças e mais do que lugares onde se comercializam produtos há a troca de cultura e afetividade entre as pessoas, assim ressalta o valor cultural da feira livre e ainda aponta  para seu valor histórico ao indagar o quão curioso é pensar que uma solução de distribuição de alimentos que surgiu na Idade Média seja ainda condizente com os parâmetros urbanos atuais.
Para Luiz Roberto Mott (1975) - que em sua obra, buscou ilustrar o contexto histórico da feira livre e suas origens, afirmou ainda que esta tem atribuições sociais, econômicas, culturais, políticas, onde um certo número concreto de compradores e vendedores se reúnem com a finalidade de trocar ou vender e comprar bens e mercadorias.

### Modernidade e mudança comportamental
De acordo com Bauman (1998) a modernidade é definida como a época, ou estilo de vida, em que a ordem depende do desmantelamento da ordem “tradicional”. Embora a palavra ordem seja definida por disposição correta das coisas e que num ambiente organizado podemos prever os acontecimentos, o que acontece é exatamente o contrário, pois na tentativa de se estabelecer esta nova ordem, as pessoas ficam em constante mudança, cria-se um universo de incertezas e até desordem.
Com esta nova “ordem” surge uma sociedade que, na tentativa de se organizar, muda constantemente e num período muito curto, assim tudo torna-se imediato, importando a velocidade das coisas e não a durabilidade. Isto reflete-se no comportamento do indivíduo, que busca constantemente acompanhar esta velocidade e satisfazer as regras desta nova ordem. Uma destas regras é atender ao consumismo, pois lhe foi imposto que para ser feliz é preciso ter.
Neste mundo pós-moderno o indivíduo tem que se mostrar capaz de ser seduzido pela infinita possibilidade e constante renovação promovida pelo mercado consumidor. Aqueles consumidores que são incapazes de atender aos atrativos deste mercado consumidor, pois lhe faltam recursos, são considerados como “consumidores falhos” (BAUMAN, 1998).
Bauman menciona ainda os centros comerciais que se fecham em espaços “organizados” e que atrai os consumidores afortunados e mantém excluídos os consumidores falhos: “Os centros comerciais e os supermercados, templos do novo credo consumista e os estádios, em que se disputa o jogo do consumismo, impendem a entrada dos consumidores falhos as suas próprias custas, cercando-se de câmeras de vigilância, alarme eletrônicos e guardas fortemente armados, assim fazem as comunidades onde os consumidores afortunados e felizes vivem e desfrutam de suas novas liberdades; assim fazem os consumidores individuais, encarando suas casas e seus carros como muralhas de fortalezas permanentemente sitiadas” (1998, p. 24).
Podemos observar que nesta sociedade as pessoas tornam-se cada vez mais isoladas, por conforto ou por segurança, tanto física como emocional, isolam-se em suas casas e acabam por preferir uma proximidade mais virtual que física. A enorme oferta de equipamentos eletrônicos e de comunicação, faz com que as pessoas consigam se comunicar com outras  pessoas ou com muitas simultaneamente, não importando onde estejam. Porém esta comunicação não requer qualquer compromisso de relacionamento, pelo contrário,  é mais fácil entrar e sair de relacionamentos virtuais do que dos relacionamentos reais (BAUMAN, 2004).
É este medo do compromisso que faz com que as pessoas hoje evitem relacionar-se, preferindo algo mais superficial, sem tanto envolvimento. Bauman em seu livro “Amor Líquido” trata deste tipo de relacionamento e diz que há uma ambiguidade de temer o relacionar-se e, ao mesmo tempo, necessitar de um relacionamento mais profundo. Numa sociedade em que os relacionamentos estão cada vez mais difíceis e distantes do seu real significado, também as comunidades desta sociedade acompanham esta tendência. Para Bauman viver em comunidade é uma coisa boa, nos transmite segurança, encontramos na comunidade pessoas amigas, prontas a nos ajudar e embora todos tenham vontade de melhorar a vida em comum, nunca uma pessoa da comunidade deseja má sorte para outra, todos querem bem uns aos outros: “(...) a palavra “comunidade” soa como música aos nossos ouvidos. O que essa palavra evoca é tudo aquilo de que sentimos falta e de que precisamos para viver seguros e confiantes” (2003, p. 8 - 9).
Importantes mudanças surgiram nesta era, inclusive a mudança comportamental de toda a humanidade que no anseio de evoluir e buscar o novo, deparou-se com “problemas modernos” de desordem social e, principalmente uma desordem emocional. Muitos indivíduos são excluídos da “sociedade” por não conseguirem atender ao consumismo, outros permanecem isolados e com medo de relacionar-se, preferem o mundo virtual ao real, há a falta de contato, o medo de pertencer a uma comunidade com receio de perder a liberdade ao comprometer-se demais.